# Laurens De Plus
Laurens De Plus (ur. 4 września 1995 w Aalst) – belgijski kolarz szosowy. Olimpijczyk (2016).

## Osiągnięcia
Opracowano na podstawie:

2015
- 2. miejsce w Ronde de l’Isard
  - 1. miejsce w klasyfikacji młodzieżowej
  - 1. miejsce w klasyfikacji punktowej
- 2. miejsce w Giro della Valle d’Aosta
  - 1. miejsce w klasyfikacji punktowej
  - 1. miejsce na 1. etapie

2017
- 3. miejsce w Ster ZLM Toer

2018
- 1. miejsce w mistrzostwach świata (jazda drużynowa na czas)

2019
- 1. miejsce na 1. etapie UAE Tour (jazda drużynowa na czas)
- 1. miejsce na 2. etapie Tour de France (jazda drużynowa na czas)
- 1. miejsce w BinckBank Tour

2023
- 10. miejsce w Giro d’Italia

## Rankingi
| Rok             | 2015 | 2016  | 2017 | 2018  | 2019 | 2020 | 2021 | 2022  | 2023 | 2024 |
| --------------- | ---- | ----- | ---- | ----- | ---- | ---- | ---- | ----- | ---- | ---- |
| UCI World Tour  |      | -     | 228. | 170.  |      |      |      |       |      |      |
| World Ranking   |      | 888.  | 423. | 333.  | 124. | -    | 959. | 1254. | 297. | 164. |
| UCI Europe Tour | 100. | 1355. | 386. | 1338. | 103. | -    | 720. | 874.  | -    | 134. |
| UCI Asia Tour   | -    | 483.  | 304. | 309.  |      |      |      |       |      |      |
|                 |      |       |      |       |      |      |      |       |      |      |
| Źródło: UCI     |      |       |      |       |      |      |      |       |      |      |